# 一人の生命は全地球よりも重い
一人の生命は全地球よりも重い（ひとりのせいめいはぜんちきゅうよりもおもい）は、人間の生命の価値を表す言葉。

## 概要
『自助論』からの言葉である。中村正直がサミュエル・スマイルズの『自助論』の翻訳をする際にこのような記述を用いた。『自助論』とは、この一人の生命は全地球よりも重いからも有名な書籍である。
死刑合憲判決（1948年）の最高裁判所の判決文にもこの言葉が用いられる。ここでは一人の生命は全地球よりも重いを引用していたのだが、死刑は「残虐な刑罰」を禁じた日本国憲法第36条に抵触せず、合憲であると判断されていた。だが、未来永劫死刑を永久に是認しているとは考えられないという補充意見もあった。
1977年のダッカ日航機ハイジャック事件では、当時の総理大臣であった福田赳夫は一人の生命は全地球よりも重いを用いて、人質の命と引き換えに日本国内の獄中の過激派の釈放と、当時のレートで約16億円の身代金を支払うという犯人の要求を飲む決断をした。
女性は土俵から降りてくださいの事例では人命としきたりのどちらが大事かが論点となる。この議論は「一人の生命は全地球よりも重い」の延長線上にある。人命第一主義はいずれの言説によっても致命的な批判ができず、そこから外れれば容赦なく罵詈を浴びせられ社会的に抹殺される危険性がある。
コロナウイルス感染症の際に橘川俊忠は、一人の生命は全地球よりも重いに象徴される生命観や倫理感が社会に浸透しているため、岸田内閣の経済優先や規制解除をするという決断を妨げたと述べる。